# Miroslav Iličić
Miroslav Iličić (Fiume, 17 aprile 1998) è un calciatore croato, attaccante del Široki Brijeg.

## Carriera
Inizia la sua carriera nell'Orijent, con il quale esordisce in Druga HNL - secondo livello del campionato croato - il 16 agosto 2019 nel pareggio per 1-1 maturato in trasferta contro il Međimurje. Chiude la stagione con 15 presenze e 4 reti in campionato. La stagione seguente si trasferisce allo Slaven Belupo, con il quale il 19 settembre 2020 esordisce nella massima serie croata, nell'incontro pareggiato 3-3 in trasferta contro la Dinamo Zagabria. Conclude la stagione collezionando 19 presenze e 2 reti in campionato (alle quali vanno aggiunte 3 presenze con 3 reti nella coppa nazionale). Nell'estate del 2021 viene acquistato dall'Istria 1961, altro club della massima serie croata.

## Statistiche

### Presenze e reti nei club
Statistiche aggiornate al 28 settembre 2021.
| Stagione        | Squadra         | Campionato      | Campionato | Campionato | Coppe nazionali | Coppe nazionali | Coppe nazionali | Coppe continentali | Coppe continentali | Coppe continentali | Altre coppe | Altre coppe | Altre coppe | Totale | Totale |
| Stagione        | Squadra         | Comp            | Pres       | Reti       | Comp            | Pres            | Reti            | Comp               | Pres               | Reti               | Comp        | Pres        | Reti        | Pres   | Reti   |
| --------------- | --------------- | --------------- | ---------- | ---------- | --------------- | --------------- | --------------- | ------------------ | ------------------ | ------------------ | ----------- | ----------- | ----------- | ------ | ------ |
| 2019-2020       | Orijent         | 2.HNL           | 15         | 4          | CC              | 0               | 0               |                    | -                  | -                  |             | -           | -           | 15     | 4      |
| 2020-2021       | Slaven Belupo   | 1.HNL           | 19         | 2          | CC              | 3               | 3               |                    | -                  | -                  |             | -           | -           | 22     | 5      |
| 2021-2022       | Istria 1961     | 1.HNL           | 6          | 0          | CC              | 1               | 0               |                    | -                  | -                  |             | -           | -           | 7      | 0      |
| Totale carriera | Totale carriera | Totale carriera | 40         | 6          |                 | 4               | 3               |                    | -                  | -                  |             | -           | -           | 44     | 9      |